# Західний (колійний пост)
Західний — колійний пост на лінії Чорноліська — Знам'янка Знам'янської дирекції Одеської залізниці між зупинним пунктом Знам'янка II (відстань — 1 км) та станцією Знам'янка-Пасажирська (6 км), розташований у смт Знам'янка Друга Знам'янської міської ради Кіровоградської області.
Поїзди далекого та приміського сполучення прямують через Пост-Західний без зупинок. Вантажні операції не здійснюються.